# Вигелзув (Сілезьке воєводство)
Вигелзув (пол. Wygiełzów) — село в Польщі, у гміні Іжондзе Заверцянського повіту Сілезького воєводства.
Населення — 171 особа (2011).
У 1975-1998 роках село належало до Ченстоховського воєводства.

## Демографія
Демографічна структура станом на 31 березня 2011 року:
|          | Загалом | Допрацездатний вік | Працездатний вік | Постпрацездатний вік |
| -------- | ------- | ------------------ | ---------------- | -------------------- |
| Чоловіки | 85      | 11                 | 58               | 16                   |
| Жінки    | 86      | 10                 | 42               | 34                   |
| Разом    | 171     | 21                 | 100              | 50                   |